# A (album của Big Bang)
A là album đĩa đơn tiếng Hàn thứ năm của ban nhạc nam Hàn Quốc Big Bang, cũng như album đĩa đơn thứ hai trong series đĩa đơn của album phòng thu tiếng Hàn thứ ba MADE. A được phát hành vào ngày 1 tháng 6 năm 2015 dưới dạng CD và tải kĩ thuật số bởi hãng thu âm YG Entertainment.

## Bối cảnh
Sau khi phát hành album đĩa đơn đầu tiên M, YG Entertainment tung ra áp phích quảng bá đầu tiên của bài hát "Bang Bang Bang" vào ngày 27 tháng 5 năm 2015. Tổng giám đốc của YG Entertainment Yang Hyun Suk nhận xét rằng đây sẽ là "thứ âm nhạc mạnh mẽ nhất từ trước tới nay." Poster thứ hai của bài hát còn lại "We Like 2 Party" được công bố một ngày sau đó a day later. 
Video âm nhạc của "We Like 2 Party" được quay tại Đảo Jeju vào ngày 19 tháng 5 năm 2015.

## Phát hành
Từ ngày 25 tháng 7 tới 1 tháng 6 năm 2015, người hâm mộ có thể đặt trước album đĩa đơn A bao gồm sáu track (hai bài hát mới, hai bài hát ra mắt trước đó và hai bản nhạc khí của hai bài hát mới). Album được phát hành trên toàn cầu thông qua iTunes và tại Hàn Quốc các trang tải nhạc trực tuyến vào ngày 1 tháng 6 năm 2015. Có hai phiên bản đặc biệt của album gồm "A" (đen) and "a" (trắng). Phiên bản thứ nhất gồm có đĩa CD và Booklet (24p) trong khi phiên bản còn lại gồm CD, Booklet (24p), bộ phụ kiện đặc biệt (1 puzzle ticket ngẫu nhiên, 5 photo card và 1 photo card giới hạn) và một poster.

## Diễn biến thương mại
A gia nhập Gaon Album Chart ở vị trí thứ ba, và đạt đỉnh ở vị trí số hai sau ba tuần. Album đứng ở vị tri thứ ba trên bảng xếp hạng tháng 6 với doanh số 93.504 bản. Tại Đài Loan album xếp hạng cao nhất ở vị trí thứ 6.
Theo QQ Music, lượng đặt trước của album tại Trung Quốc đạt con số một triệu bản, và trong vòng 12 giờ đầu sau khi ra mắt đĩa đơn bán ra 200.000 bản. Chỉ sau hai tuần album tiêu thụ trên 400.000 bản và phá vỡ kỉ lục cho lượng bán của một album nước ngoài trên QQ Music, họ cũng tỏ ra áp đảo trên bảng xếp hạng của QQ với 4 bài hát có mặt trong top 6.

## Quảng bá
Sau khi biểu diễn hai bài hát mới trong A tại Made Tour 2015 diễn ra ở Quảng Châu, Trung Quốc, Big Bang tham gia vào chươn trình Yoo Hee-yeol's Sketchbook vào ngày 30 tháng 5 năm 2015. Các thành viên tổ chức một buổi podcast trực tiếp cho album trên Naver, một tiếng trước khi album ra mắt chính thức. Buổi nói chuyện trực tuyến thu hút trên 400.000 người theo dõi. Big Bang chính thức trở lại trong chương trình M! Countdown của kênh Mnet vào ngày 4 tháng 6.
Vào ngày 1 tháng 6, "Bang Bang Bang" bị hoãn đăng ký vào hệ thống bình chọn trong 41 tiếng đồng hồ trong chương trình Inkigayo của kênh SBS. Điều này giúp cho ca khúc "View" của ban nhạc nam SHINee giành chiến thắng dù "Bang Bang Bang" đứng đầu bảng xếp hạng của Inkigayo. Vấn đề vẫn tiếp diễn khi vào ngày 14 tháng 6, Big Bang bị cấm xuất hiện trên Inkigayo. SBS đưa ra lý do G-Dragon và T.O.P đã không có mặt khi Big Bang chiến thắng vào ngày 24 tháng 5. Đại diện của YG giải thích rằng hai thành viên trên không thể xuất hiện do bận quay video.
Big Bang sau đó dừng quảng bá cho A cũng album D.

## Danh sách track
| A - Đĩa đơn | A - Đĩa đơn       | A - Đĩa đơn                  | A - Đĩa đơn                        | A - Đĩa đơn | A - Đĩa đơn |
| STT         | Nhan đề           | Phổ lời                      | Phổ nhạc                           | Hòa âm      | Thời lượng  |
| ----------- | ----------------- | ---------------------------- | ---------------------------------- | ----------- | ----------- |
| 1.          | "Bang Bang Bang"  | Teddy, G-Dragon, T.O.P       | Teddy, G-Dragon                    | Teddy       | 3:40        |
| 2.          | "We Like 2 Party" | Teddy, Kush, G-Dragon, T.O.P | Teddy, Kush, Seo Won Jin, G-Dragon | Teddy, Kush | 3:16        |

| A - CD           | A - CD                       | A - CD                       | A - CD                             | A - CD           | A - CD     |
| STT              | Nhan đề                      | Phổ lời                      | Phổ nhạc                           | Hòa âm           | Thời lượng |
| ---------------- | ---------------------------- | ---------------------------- | ---------------------------------- | ---------------- | ---------- |
| 1.               | "Bang Bang Bang"             | Teddy, G-Dragon, T.O.P       | Teddy, G-Dragon                    | Teddy            | 3:40       |
| 2.               | "We Like 2 Party"            | Teddy, Kush, G-Dragon, T.O.P | Teddy, Kush, Seo Won Jin, G-Dragon | Teddy, Kush      | 3:16       |
| 3.               | "Loser"                      | Teddy, T.O.P, G-Dragon       | Teddy, Taeyang                     | Teddy            | 3:39       |
| 4.               | "Bae Bae"                    | G-Dragon, Teddy, T.O.P       | Teddy, G-Dragon, T.O.P             | Teddy            | 2:49       |
| 5.               | "Bang Bang Bang" (Nhạc khí)  |                              | Teddy, G-Dragon                    |                  | 3:40       |
| 6.               | "We Like 2 Party" (Nhạc khí) |                              | Teddy, Kush, Seo Won Jin, G-Dragon |                  | 3:16       |
| Tổng thời lượng: | Tổng thời lượng:             | Tổng thời lượng:             | Tổng thời lượng:                   | Tổng thời lượng: | 20:38      |

## Xếp hạng
| Quốc gia                        | Vị trí cao nhất |
| ------------------------------- | --------------- |
| Hàn Quốc (Gaon Chart hàng tuần) | 2               |
| Đài Loan (G-Music)              | 6               |

## Doanh số
| Quốc gia   | Doanh số  |
| ---------- | --------- |
| Hàn Quốc   | - 100.000 |
| Trung Quốc | - 740.795 |

## Lịch sử phát hành
| Khu vực       | Ngày                | Định dạng           | Nhãn đĩa                   |
| ------------- | ------------------- | ------------------- | -------------------------- |
| Hàn Quốc      | 1 tháng 6 năm 2015  | CD, tải kĩ thuật số | YG Entertainment, KT Music |
| Toàn thế giới | 1 tháng 6 năm 2015  | CD, tải kĩ thuật số | YG Entertainment, KT Music |
| Nhật Bản      | 17 tháng 6 năm 2015 | CD, tải kĩ thuật số | YG Entertainment, YGEX     |